# Metacatharsius opacus
Metacatharsius opacus là một loài bọ cánh cứng trong họ Bọ hung (Scarabaeidae).